# Campylopus nanophyllus
Campylopus nanophyllus là một loài Rêu trong họ Dicranaceae. Loài này được Müll. Hal. ex Broth. mô tả khoa học đầu tiên năm 1897.